# 海希歐妮

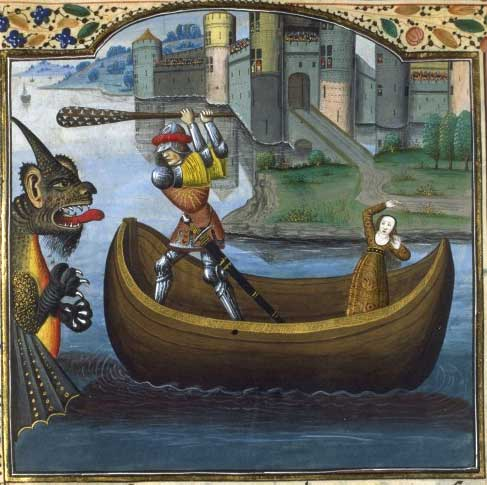
海克力斯拯救海希歐妮

海希歐妮（希臘語：Ἡσιόνη）是希臘神話的女性，特洛伊王勞美敦之女。
勞美敦請阿波羅和波賽頓建築特洛伊城壁，卻未支付報酬。因而觸怒神，波賽頓以海怪襲擊特洛伊。勞美敦依照神託，向海怪獻出海希歐妮。此時，海克力斯前來，打倒怪物，救出海希歐妮。但是，勞美敦又不支付海克力斯報酬。海克力斯發誓報仇，在征服特洛伊之後，將海希歐妮賜予鐵拉蒙。

## 脚注
1. ↑  Schwab, G. p. 315